# Elia Demirgibashian
Elia Demirgibashian (in armeno Եղիա Տէմիրճիպաշեան; Khasgyugh, 8 maggio 1851 – Istanbul, 19 luglio 1908) è stato uno scrittore, poeta e giornalista armeno.
Nacque a Khasgyugh (Costantinopoli) e studiò in un alcuni dei principali centri di sviluppo intellettuale degli armeni di Costantinopoli. Ricevette la sua istruzione primaria nelle scuole Nersesian e Nubar-Shahnazarian, avendo come insegnati noti scrittori e intellettuali armeni. Ricevette la sua istruzione primaria alla scuola di Ohannes Patveli dai quali ricevette un'ottima conoscenza della lingua Grabar, l'armeno classico. Ebbe come compagni di studi Tovmas Terzian e Madatia Karakashian, un pioniere della critica storeografica,  Minas Cheraz e Retheos Berberian. 
Nel 1870, Demirchipashyan fu membro del Comitato Editoriale della Sublime Porta, dove lesse tutta la stampa ivi inviata, quindi assunse la carica di Segretario dell'Assemblea amministrativa del Ministero dei lavori pubblici, dalla quale presto si dimise.
Nel 1874 per amore di una giovane donna che lo aveva abbandonato decidendo di sposare un ricco funzionario, tentò per la prima volta disperatamente di suicidarsi gettandosi in mare. Tuttavia, non resiste al freddo dell'acqua e delle alghe. Nello stesso anno si recò in Francia, a Marsiglia per studiare al Collegio del Commercio, e iniziò a pubblicare «Le Littaeraire et Financier de Marseille» settimanale per alcuni, il desiderio di rappresentare gli armeni occidentali. Durante questo periodo studiò in dettaglio le opere dei filosofi positivisti, in particolare Émile Littré e Victor Hugo.
Nel 1876 ritorna a Costantinopoli diventando membro del dipartimento di traduzione del Ministero della Pubblica Istruzione. Partecipa alla lotta della visione del mondo elettorale, ma la stampa conservatrice si chiude davanti a lui». Non trovando posto nella stampa, iniziò a pubblicare opuscoli. Il primo poema da lui pubblicato fu "La tomba" nel 1879 e nel 1880 la rivista «Masis» di Garabed Yutujian lo invita a lavorare con loro. La sua salute era in uno stato disperato, sopravviveva con i miseri guadagni ricevuti dai giornali. Le sue condizioni migliorarono in una certa misura quando ricevette alcuni incarichi come docente e fu nominato ispettore nelle scuole di Pera e docente di filosofia nella scuola armena. 
A partire dal 1882 fu invitato a partecipare a molte riviste annuali: da gennaio al 1889 pubblicò la rivista "Movimento letterario-filosofico". 
Nel 1884Su suggerimento di Krikor Zohrab, gli è fu affidata la direzione della rivista letteraria-scientifica "Terra", organo della Società Asiatica. Molti dei suoi scritti furono pubblicati per la prima volta proprio su questa rivista. 
Tra il 1886 e il 1887 per diversi mesi Demirchipashyan diresse anche la rivista "Economist" dell'Unione economica Archelian. 
Nel 1889 diresse la rivista "Dar", non solo ha curando le bozze e le revisioni di tutti gli articoli comprese le note con scrupolo quasi maniacale. Inoltre, in particolare, tutto il lavoro del "Movimento letterario-filosofico" gravava interamente su di lui stesso. Non era solo editore e autore, ma anche fornitore, facchino, spedizioniere. In quel periodo lavorò anche ad un dizionario franco-armeno, che fu pubblicato più volte (1886, 1894, 1896, 1930) e che gli diede una certa notorietà anche dopo morto.
Il 31 luglio 1890 perse sua madre rimanendo solo. Aveva perso suo padre anni prima. Fino al 1893 continuò a insegnare. Filosofia, Storia della filosofia, Filosofia della storia, Storia delle letterature antiche e nuove, Pedagogia, Estetica, Psicologia. Accanto a questo cresceva anche il suo animo triste e malinconico e si acuiva una forma di depressione latente che nutriva sin dalla prima giovinezza. 
Nel 1893 arrivò la crisi vera e propria. Smise di scrivere e a maggio, mese della sua nascita, compì un secondo tentativo di suicidio senza successo. Viene salvato dal barcaiolo Peto, fratello di Suren Bartevian. 
Nell'autunno del 1893, si trasferì nella casa natale a Khasgyugh e riprese a scrivere, pubblicando soprattutto sulla rivista "Fiore".
Durante l'inverno 1895 a Pera conobbe l'ungherese Ellen Nissen, che divenne la sua compagna di vita. Dopo aver vissuto nella sua casa per due anni si trasferì prima a Ginevra e poi a Vienna sperando di trovare pace al suo animo. Il viaggio non lo guarisce, ma riprende ad apparire sulla stampa. Il silenzio di quattro anni è rotto da "Our Phosphorus" pubblicato su "Byzantium".
Nel 1901 si ammalò di tisi e venne trasferito all'Ospedale Nazionale, dove rimase per circa un anno sempre accudito da Ellen Nissen.
Il 19 luglio 1908, durante la breve assenza di Ellen Nissen si suicidò.